# جزيرة سينغكوانغ
جزيرة سينغكوانغ وهي جزيرة من جزر إندونيسيا، وتقع في إقليم كالمنتان الشرقية.